# CONCACAF-bajnokok ligája
A CONCACAF-bajnokok ligája egy évenként megrendezett, először csoportkör-, majd kieséses rendszerű kupasorozat, hasonlóan európai „párjához”. A CONCACAF-zóna, vagyis Észak- és Közép-Amerika, valamint a karib-térség csapatai vehetnek benne részt.

## Története
A tornát az előző lebonyolítási rendszerében egészen 2008-ig, CONCACAF-bajnokok kupájának hívták. Ebben az időben még csak nyolc csapat vett részt benne, 4 az észak-amerikai régióból (2 Mexikóból, 2 az USA-ból és/vagy Kanadából), 3 Közép-Amerikából, valamint egy karibi csapat. A torna győztese 2005 óta a klubvilágbajnokságon indulhat.
A torna lebonyolítási rendszere 2008-ban változott. Egyrészt ekkor váltott a tavaszi-őszi megrendezésről őszi-tavaszira, másrészt a résztvevők száma is bővült, nyolcról 24-re. A 24-ből 16 selejtezőt játszik, a 8 továbbjutó ezután csatlakozik a 8 eleve csoportkörben szereplő csapathoz. Ezt követően csoportkör, majd az egyenes kieséses szakasz következik.

## Az eddigi győztesek
| Szezon            | Döntő                                                   | Döntő                                                  | Döntő                                    |
| Szezon            | Győztes                                                 | Eredmény                                               | Második                                  |
| ----------------- | ------------------------------------------------------- | ------------------------------------------------------ | ---------------------------------------- |
| 2024 részletek    | Pachuca                                                 | 3 – 0 A döntő egy mérkőzéses volt                      | Columbus Crew                            |
| 2023 részletek    | Club León                                               | 2 – 1 / 1 – 0 Összesítés 3 – 1                         | Los Angeles FC                           |
| 2022 részletek    | Seattle Sounders                                        | 2 – 2 / 3 – 0 Összesítés 5 – 2                         | Club Universidad Nacional                |
| 2021 részletek    | Monterrey                                               | 1 – 0 A döntő egy mérkőzéses volt                      | Club América                             |
| 2020 részletek    | Tigres de la UANL                                       | 2 – 1 A koronavírus-járvány miatt egy mérkőzés döntött | Los Angeles FC                           |
| 2019 részletek    | Monterrey                                               | 1 – 0 / 1 – 1 Összesítés 2 – 1                         | Tigres de la UANL                        |
| 2018 részletek    | Guadalajara                                             | 2 – 1 / 1 – 2 Összesítés 3 – 3 4 – 2 tiz.              | Toronto                                  |
| 2016–17 részletek | Pachuca                                                 | 1 – 1 / 1 – 0 Összesítés 2 – 1                         | Tigres de la UANL                        |
| 2015–16 részletek | América                                                 | 2 – 0 / 2 – 1 Összesítés 4 – 1                         | Tigres de la UANL                        |
| 2014–15 részletek | América                                                 | 1 – 1 / 4 – 2 Összesítés 5 – 3                         | Montreal Impact                          |
| 2013–14 részletek | Cruz Azul                                               | 0 – 0 / 1 – 1 Összesítés 1 – 1                         | Deportivo Toluca                         |
| 2012–13 részletek | Monterrey                                               | 0 – 0 / 4 – 2 Összesítés 4 – 2                         | Club Santos Laguna                       |
| 2011–12 részletek | Monterrey                                               | 2 – 0 / 1 – 2 Összesítés 3 – 2                         | Club Santos Laguna                       |
| 2010–11 részletek | Monterrey                                               | 2 – 2 / 1 – 0 Összesítés 3 – 2                         | Real Salt Lake                           |
| 2009–10 részletek | Pachuca                                                 | 1 – 2 / 1 – 0 Összesítés 2 – 2                         | Cruz Azul                                |
| 2008–09 részletek | Atlante                                                 | 2 – 0 / 0 – 0 Összesítés 2 – 0                         | Cruz Azul                                |
| 2008 részletek    | Pachuca                                                 | 1 – 1 / 2 – 1 Összesítés 3 – 2                         | Saprissa                                 |
| 2007 részletek    | Pachuca                                                 | 2 – 2 / 0 – 0 Összesítés 2 – 2 7 – 6 tiz.              | Guadalajara                              |
| 2006 részletek    | América                                                 | 0 – 0 / 2 – 1 Összesítés 2 – 1                         | Deportivo Toluca                         |
| 2005 részletek    | Saprissa                                                | 2 – 0 / 1 – 2 Összesítés 3 – 2                         | UNAM                                     |
| 2004 részletek    | Alajuelense                                             | 1 – 1 / 4 – 0 Összesítés 5 – 1                         | Saprissa                                 |
| 2003 részletek    | Deportivo Toluca                                        | 3 – 3 / 2 – 1 Összesítés 5 – 4                         | Monarcas Morelia                         |
| 2002 részletek    | Pachuca                                                 | 1 – 0                                                  | Monarcas Morelia                         |
| 2000 részletek    | Los Angeles Galaxy                                      | 3 – 2                                                  | Olimpia                                  |
| 1999 részletek    | Necaxa                                                  | 2 – 1                                                  | Alajuelense                              |
| 1998 részletek    | D.C. United                                             | 1 – 0                                                  | Deportivo Toluca                         |
| 1997 részletek    | Cruz Azul                                               | 5 – 3                                                  | Los Angeles Galaxy                       |
| 1996 részletek    | Cruz Azul                                               | (1)                                                    | Necaxa                                   |
| 1995 részletek    | Saprissa                                                | (1)                                                    | Municipal                                |
| 1994 részletek    | Cartaginés                                              | 3 – 2                                                  | Atlante                                  |
| 1993 részletek    | Saprissa                                                | (1)                                                    | Léon                                     |
| 1992 részletek    | América                                                 | 1 – 0                                                  | Alajuelense                              |
| 1991 részletek    | Puebla                                                  | 3 – 1 / 1 – 1 Összesítés 4 – 2                         | Police FC                                |
| 1990 részletek    | América                                                 | 2 – 2 / 6 – 0 Összesítés 8 – 2                         | FC Pinar del Río                         |
| 1989 részletek    | UNAM                                                    | 1 – 1 / 3 – 1 Összesítés 4 – 2                         | FC Pinar del Río                         |
| 1988 részletek    | Olimpia                                                 | 2 – 0 / 2 – 0 Összesítés 4 – 0                         | Defence Force                            |
| 1987 részletek    | América                                                 | 1 – 1 / 2 – 0 Összesítés 3 – 1                         | Defence Force                            |
| 1986 részletek    | Alajuelense                                             | 4 – 1 / 1 – 1 Összesítés 5 – 2                         | Transvaal                                |
| 1985 részletek    | Defence Force                                           | 2 – 0 / 0 – 1 Összesítés 2 – 1                         | Olimpia                                  |
| 1984 részletek    | Violette                                                | (2)                                                    | New York Pancyprian-Freedoms Guadalajara |
| 1983 részletek    | Atlante                                                 | 1 – 1 / 5 – 0 Összesítés 6 – 1                         | Robinhood                                |
| 1982 részletek    | UNAM                                                    | 0 – 0 / 3 – 2 Összesítés 3 – 2                         | Robinhood                                |
| 1981 részletek    | Transvaal                                               | 1 – 0 / 1 – 1 Összesítés 2 – 1                         | Atlético Marte                           |
| 1980 részletek    | UNAM                                                    | (1)                                                    | Universidad                              |
| 1979 részletek    | FAS                                                     | 1 – 0 / 8 – 0 Összesítés 9 – 0                         | CRKSV Jong Colombia                      |
| 1978 részletek    | Universidad de Guadalajara Comunicaciones Defence Force | (3)                                                    |                                          |
| 1977 részletek    | América                                                 | 1 – 0 / 0 – 0 Összesítés 1 – 0                         | Robinhood                                |
| 1976 részletek    | Águila                                                  | 6 – 1 / 2 – 1 Összesítés 8 – 2                         | Robinhood                                |
| 1975 részletek    | Atlético Español                                        | 2 – 0 / 1 – 1 Összesítés 3 – 1                         | Transvaal                                |
| 1974 részletek    | Municipal                                               | 2 – 1 / 2 – 1 Összesítés 4 – 2                         | Transvaal                                |
| 1973 részletek    | Transvaal                                               | (2)                                                    | Saprissa Alajuelense                     |
| 1972 részletek    | Olimpia                                                 | 0 – 0 / 2 – 0 Összesítés 2 – 0                         | Robinhood                                |
| 1971 részletek    | Cruz Azul                                               | (1)                                                    | Alajuelense                              |
| 1970 részletek    | Cruz Azul                                               | (2)                                                    | Saprissa Transvaal                       |
| 1969 részletek    | Cruz Azul                                               | 0 – 0 / 1 – 0 Összesítés 1 – 0                         | CSD Comunicaciones                       |
| 1968 részletek    | Deportivo Toluca                                        | (2)                                                    | Transvaal Aurora                         |
| 1967 részletek    | Alianza                                                 | 1 – 2 / 3 – 0 Összesítés 4 – 2                         | CRKSV Jong Colombia                      |
| 1963 részletek    | Haïtien                                                 | (2)                                                    | Guadalajara                              |
| 1962 részletek    | Guadalajara                                             | 1 – 0 / 5 – 2 Összesítés 6 – 2                         | CSD Comunicaciones                       |

1 Nem rendeztek döntőt, a cím sorsa körmérkőzések után dőlt el.
2 A győztes csapat visszalépések és/vagy kizárások után szerezte meg a győzelmet.
3 Egyaránt győztesnek tekintendők, miután az az évi kiírást törölték adminisztratív problémák és az időpontokban történő meg nem egyezés miatt.

## Statisztika
| #  | Csapat            | Győzelmek száma | Második helyek | Győztes évek                             | Döntős évek                |
| -- | ----------------- | --------------- | -------------- | ---------------------------------------- | -------------------------- |
| 1  | América           | 7               | 0              | 1977, 1987, 1990, 1992, 2006, 2015, 2016 |                            |
| 2  | Cruz Azul         | 6               | 2              | 1969, 1970, 1971, 1996, 1997, 2014       | 2009, 2010                 |
| 3  | Pachuca           | 6               | 0              | 2002, 2007, 2008, 2010, 2017, 2024       |                            |
| 4  | CF Monterrey      | 5               | 0              | 2011, 2012, 2013, 2019, 2021             |                            |
| 5  | Saprissa          | 3               | 4              | 1993, 1995, 2005                         | 1970, 1973, 2004, 2008     |
| 6  | UNAM              | 3               | 1              | 1980, 1982, 1989                         | 2005                       |
| 7  | Transvaal         | 2               | 4              | 1973, 1981                               | 1968, 1974, 1975, 1986     |
| 7  | Alajuelense       | 2               | 4              | 1986, 2004                               | 1971, 1973, 1992, 1999     |
| 8  | Deportivo Toluca  | 2               | 3              | 1968, 2003                               | 1998, 2006, 2014           |
| 9  | Guadalajara       | 2               | 2              | 1962, 2018                               | 1963, 2007                 |
| 9  | Olimpia           | 2               | 2              | 1972, 1988                               | 1985, 2000                 |
| 9  | Defence Force FC  | 2               | 2              | 1978, 1985                               | 1987, 1988                 |
| 10 | Tigres de la UANL | 1               | 3              | 2020                                     | 2015–2016, 2016–2017, 2019 |